# Omphalodes carranzae
Omphalodes carranzae är en strävbladig växtart som beskrevs av Guy L. Nesom. Omphalodes carranzae ingår i släktet lammtungor, och familjen strävbladiga växter. Inga underarter finns listade i Catalogue of Life.